# Andray Johnson
Pour les articles homonymes, voir Johnson.
Andray Johnson est un acteur américain né le 10 mars 1961 à Chicago, Illinois (États-Unis).

## Filmographie
Cinéma
- 1993 : Alarme fatale (Loaded Weapon 1) : Ken Luckman
- 1994 : Twogether d'Andrew Chiaramonte : Sky Cap
- 1998 : Blade : Paramedic
- 1999 : Pretty Boy : Handsome stranger
- 2002 : Spider-Man : Balkan's Aide
- 2002 : Man Made : Showroom Mannequin
- 2005 : Flight plan (Flightplan) : Flight Attendant
- 2005 : Braqueurs amateurs (Fun with Dick and Jane) : Executive
- 2014 : Jailbait : officier Brown

Télévision
- 1994 : Hoggs' Heaven : Laughing Student
- 1994 : Behind Bars : FBI Agent #1
- 2001 : Carmen: A Hip Hopera : Jealous boyfriend